# Trechiama imadatei
Trechiama imadatei is een keversoort uit de familie van de loopkevers (Carabidae). De wetenschappelijke naam van de soort is voor het eerst geldig gepubliceerd in 1954 door Ueno et Shibanai.